# Верел, Ханс
Ханс Верел (нидерл. Hans Verèl; 21 апреля 1953, Роттердам, Южная Голландия — 9 ноября 2019, Тилбург, Северный Брабант) — нидерландский футболист и футбольный тренер.

## Карьера

### В качестве футболиста
Начал профессиональную карьеру в 1972 году в составе роттердамского клуба «Спарта». В составе роттердамцев сыграл один матч в сезоне 1972/73, а в 1976 году перешёл в клуб СВВ из Схидама. В составе СВВ выступал всего один сезон, сыграв 17 матчей в первом дивизионе, после чего перебрался в клуб «Ден Босх», а в 1978 году закончил карьеру футболиста.

### В качестве тренера
После окончания карьеры футболиста Ханс Верел стал помощником главного тренера «Ден Босх». В 1981 году его назначили главным тренером «Ден Босх», и он работал там до начала 1984 года. В том же году он подписал контракт с клубом «Розендал» и в 1986 году дошёл с командой до финала Кубка Нидерландов. В 1987 году подал в отставку и возглавил ещё один голландский клуб НАК Бреда, где работал до 1990 года.
В последующие годы в период 1990—1993 годов возглавлял такие клубы, как «Дордрехт» и «Валвейк». В 1994 году его пригласили в Узбекистан и предложили пост главного тренера ташкентского «Пахтакора», в конце 1996 года был уволен с этого поста.
В декабре 1996 года стал помощником главного тренера голландского клуба «Виллем II» и работал в клубе до 2001 года. В начале 2001 года возглавил команду «Фортуна (Ситтард)», но в том же году покинул клуб.

## Достижения
- Финалист Кубка Нидерландов: 1986